# Fort Gaines
Fort Gaines es un pueblo ubicado en el condado de Clay en el estado estadounidense de Georgia. En el censo de 2000, su población era de 1.110.

## Demografía
En el 2000 la renta per cápita promedia del hogar era de $18,300, y el ingreso promedio para una familia era de $20,909. El ingreso per cápita para la localidad era de $12,481. Los hombres tenían un ingreso per cápita de $20,417 contra $14,875 para las mujeres.

## Geografía
Fort Gaines se encuentra ubicado en las coordenadas 31°36′51″N 85°2′54″O / 31.61417, -85.04833 (31.614226, -85.048317).
Según la Oficina del Censo, la localidad tiene un área total de 20 km² (7,7 mi²), de la cual 12,4 km² (4,8 mi²) es tierra y 7,6 km² (3 mi²) (38.00%) es agua.